# Choye
Choye è un comune delegato e frazione del comune di Colombine, situato nel dipartimento dell'Alta Saona nella regione della Borgogna-Franca Contea. In precedenza comune autonomo, il 1º gennaio 2025 è confluito insieme all'ex comune di Villefrancon nel nuovo comune di Colombine.

## Società

### Evoluzione demografica
Abitanti censiti